# Ichimi Kazunari
Ichimi Kazunari (一美 和成 Ichimi Kazunari) là một cầu thủ bóng đá người Nhật Bản. Anh thi đấu ở Gamba Osaka ở J1 League mặc dù chỉ là ở đội dự bị, U-23 Gamba Osaka, ở J3 League.

## Thống kê sự nghiệp
Cập nhật gần đây nhất: 11 tháng 6 năm 2018.
| Thành tích câu lạc bộ | Thành tích câu lạc bộ | Thành tích câu lạc bộ | Giải vô địch | Giải vô địch | Cúp                   | Cúp                   | Cúp Liên đoàn | Cúp Liên đoàn | Châu lục | Châu lục  | Khác     | Khác      | Tổng cộng | Tổng cộng |
| Mùa giải              | Câu lạc bộ            | Giải vô địch          | Số trận      | Bàn thắng    | Số trận               | Bàn thắng             | Số trận       | Bàn thắng     | Số trận  | Bàn thắng | Số trận  | Bàn thắng | Số trận   | Bàn thắng |
| Nhật Bản              | Nhật Bản              | Nhật Bản              | Giải vô địch | Giải vô địch | Cúp Hoàng đế Nhật Bản | Cúp Hoàng đế Nhật Bản | Cúp Liên đoàn | Cúp Liên đoàn | Châu Á   | Châu Á    | Siêu cúp | Siêu cúp  | Tổng cộng | Tổng cộng |
| --------------------- | --------------------- | --------------------- | ------------ | ------------ | --------------------- | --------------------- | ------------- | ------------- | -------- | --------- | -------- | --------- | --------- | --------- |
| 2016                  | Gamba Osaka           | J1 League             | 0            | 0            | 0                     | 0                     | 0             | 0             | 0        | 0         | 0        | 0         | 0         | 0         |
| 2017                  | Gamba Osaka           | J1 League             | 0            | 0            | 0                     | 0                     | 0             | 0             | 0        | 0         | -        | -         | 0         | 0         |
| 2018                  | Gamba Osaka           | J1 League             | 0            | 0            | 0                     | 0                     | 0             | 0             | -        | -         | -        | -         | 0         | 0         |
| Tổng cộng sự nghiệp   | Tổng cộng sự nghiệp   | Tổng cộng sự nghiệp   | 0            | 0            | 0                     | 0                     | 0             | 0             | 0        | 0         | 0        | 0         | 0         | 0         |

Thành tích đội dự bị
| Thành tích câu lạc bộ | Thành tích câu lạc bộ | Thành tích câu lạc bộ | Giải vô địch | Giải vô địch | Tổng cộng | Tổng cộng |
| Mùa giải              | Câu lạc bộ            | Giải vô địch          | Số trận      | Bàn thắng    | Số trận   | Bàn thắng |
| Nhật Bản              | Nhật Bản              | Nhật Bản              | Giải vô địch | Giải vô địch | Tổng cộng | Tổng cộng |
| --------------------- | --------------------- | --------------------- | ------------ | ------------ | --------- | --------- |
| 2016                  | U-23 Gamba Osaka      | J3 League             | 29           | 3            | 29        | 3         |
| 2017                  | U-23 Gamba Osaka      | J3 League             | 24           | 8            | 24        | 8         |
| 2018                  | U-23 Gamba Osaka      | J3 League             | 13           | 5            | 13        | 5         |
| Tổng cộng sự nghiệp   | Tổng cộng sự nghiệp   | Tổng cộng sự nghiệp   | 66           | 16           | 66        | 16        |